# Kazimierz Chmielewski (major)
Kazimierz Chmielewski (ur. 20 sierpnia 1891 w Kamiennej Woli, zm. 8 października 1941 w KL Auschwitz) – major piechoty Wojska Polskiego.

## Życiorys
Urodził się 20 sierpnia 1891 roku w Kamiennej Woli, w ówczesnym powiecie opoczyńskim guberni radomskiej, w rodzinie Józefa. 25 listopada 1920 roku został zatwierdzony z dniem 1 kwietnia 1920 roku w stopniu porucznika, w grupie oficerów byłych Korpusów Wschodnich i byłej armii rosyjskiej. 1 czerwca 1921 roku pełnił służbę w Dowództwie Okręgu Generalnego „Warszawa”, a jego oddziałem macierzystym był wówczas 32 pułk piechoty. 3 maja 1922 roku został zweryfikowany w stopniu kapitana ze starszeństwem z dniem 1 czerwca 1919 roku i 661. lokatą w korpusie oficerów piechoty. Jego oddziałem macierzystym był wówczas 21 pułk piechoty „Dzieci Warszawy” w Warszawie. W 1923 roku pełnił służbę w 32 pułku piechoty w Modlinie. W następnym roku pełnił służbę w Szkole Podchorążych Piechoty w Warszawie, pozostając oficerem nadetatowym 32 pp. 1 grudnia 1924 roku awansował na majora ze starszeństwem z dniem 15 sierpnia 1924 roku i 209. lokatą w korpusie oficerów piechoty. Tego samego dnia otrzymał przeniesienie do Korpusu Ochrony Pogranicza. Po tragicznej śmierci majora Gwidona Bursy objął dowództwo 7 batalionu granicznego w Hołubiczach. 31 lipca 1926 roku został przeniesiony z KOP do macierzystego 32 pp. W 1928 roku pełnił służbę w 71 pułku piechoty w Zambrowie na stanowisku kwatermistrza. 6 lipca 1929 roku został zwolniony z zajmowanego stanowiska, pozostawiony bez przynależności służbowej z równoczesnym oddaniem do dyspozycji dowódcy Okręgu Korpusu Nr I. Z dniem 31 października 1929 roku został przeniesiony w stan spoczynku. W 1934 roku pozostawał w ewidencji Powiatowej Komendy Uzupełnień Warszawa Miasto III. Posiadał przydział do Oficerskiej Kadry Okręgowej Nr I. Był wówczas „w dyspozycji dowódcy Okręgu Korpusu Nr I”. Zginął 8 października 1941 w obozie koncentracyjnym Auschwitz.

## Ordery i odznaczenia
- Krzyż Walecznych „za czyny męstwa i odwagi wykazane w bojach toczonych w latach 1918-1921”
- Medal Zwycięstwa
- Medal Pamiątkowy Wielkiej Wojny

21 czerwca 1938 Komitet Krzyża i Medalu Niepodległości odrzucił wniosek o nadanie mu tego odznaczenia.